# Hunter: The Reckoning
Hunter: The Reckoning ist eine Rollenspiel-Reihe aus der sogenannten World of Darkness des US-amerikanischen Verlags White Wolf. In Deutschland existiert das Spiel unter dem Titel Jäger. Die Vergeltung und wird vom Verlag Feder & Schwert herausgegeben.

## Allgemein
In diesem Rollenspiel treten „fast“ normale Menschen gegen die Mächte der Nacht und der Finsternis an, die aus anderen „Welt der Dunkelheit“-Spielen bekannt sind. Dabei bilden die Hunter-Charaktere eine eigene Subkultur, die sich über geheime und für andere Wesen unsichtbare, graffitiähnliche Zeichen verständigt. Auch über E-Mails via Internet halten einige Hunter losen Kontakt zueinander und tauschen ihr Wissen über die Übernatürlichen aus. Hunter besitzen allerdings ihrerseits übernatürliche Kräfte, die sie selbst nicht vollständig verstehen. Ebenso erhalten alle Hunter geheime Nachrichten und Visionen von den so genannten „Messengern“ oder „Herolden“, die ihnen die Wahrheit offenbaren. Hauptsächlich treten sie gegen Kreaturen an, die sie selbst als „Walking Dead“ bezeichnen. Damit beschreiben die Hunter eine ganze Reihe von Untoten. So existieren Exemplare, die aus billigen Zombie-Filmen entsprungen scheinen. Andere manipulieren ihre Umwelt und deren Bewohner so perfide, dass sie nur durch die übersinnlichen Begabungen der Hunter aufzuspüren sind. Woher diese Kreaturen kommen und welche Ziele sie verfolgen, bleibt für die meisten Hunter verborgen.

## Die Welt
Die Welt der Dunkelheit (engl.: World of Darkness) ist eine Welt am Abgrund, in der Endzeit-Stimmung herrscht. Geographisch und geschichtlich ähnelt sie unserer eigenen Realität. So existieren Kontinente wie Amerika und Europa. Auch der Zweite Weltkrieg fand zur selben Zeit statt. Allerdings beeinflussen seit Anbeginn der Zeit übernatürliche Wesen in der Welt der Dunkelheit die Geschichte. Vampire ziehen ihre Fäden und manipulieren die Politik der Menschen. Werwölfe verteidigen verzweifelt die letzten unberührten Territorien der Erde. Magier kämpfen einen erbitterten Kampf um die Realität selbst. Es existiert eine Vielzahl weiterer übernatürlicher Wesen und mit ihnen eine Vielfalt an Weltanschauungen, Plänen und Motiven.
Dennoch gibt es auch offensichtlichere Unterschiede zu unserer Welt als die verborgenen übernatürlichen Wesen. In dieser Welt herrschen Ignoranz, Selbstsucht und Kaltblütigkeit ebenso vor wie riesige verdreckte und verwahrloste Städte. In dieser Welt zeigen sich beinah alle Facetten der Realität von ihrer schlimmsten Seite: Die Polizei ist annähernd vollkommen korrupt. Die christliche Kirche unterhält einen erneuten und noch fanatischeren Kreuzzug gegen alles, was nicht ihrer Doktrin entspricht, Drogen und Gewalt beherrschen den Alltag von Kindern und Erwachsenen gleichermaßen.

## Regelwerk
Hunter basiert auf dem „Storyteller“-System wie alle anderen Rollenspiele der World of Darkness. An oberster Stelle dieses Systems steht die gemeinsame Aufgabe für Spieler und Spielleiter, eine gute Geschichte zu erzählen. Hierfür entwerfen die Spieler eine individuelle Spielfigur, „Charakter“ genannt, dessen Eigenschaften und Eigenarten auf einem speziellen Bogen, dem Charakterbogen notiert werden. Hier werden alle Werte für zum Beispiel körperliche Stärke und Intelligenz aber auch Fähigkeiten festgehalten, die beschreiben, wie gut ein Charakter beispielsweise ein Auto fahren kann oder wie genau er mit einer Schusswaffe schießen kann.
Der Spielleiter hingegen entwirft sowohl die Rahmengeschichte an Ereignissen, welche die Charaktere durchleben sollen, als auch seinerseits Charaktere, mit denen die Spielercharaktere interagieren können und müssen. Ebenso dient er als eine Art Schiedsrichter bei Regelfragen oder sonstigen Unklarheiten. So wird von Spielern und Spielleiter gemeinsam eine Welt geschaffen, die als Rahmen für die gemeinsam erzählte Geschichte dient.
Um so genannte „dramatische Situationen“ realistisch erzählen zu können, bedarf jedoch auch das Storyteller-System dem Gebrauch der Würfel. Bei allen Spielen der World of Darkness werden ausschließlich zehnseitige Würfel (kurz W10) verwendet. Die Anzahl der Würfel und deren Wurfergebnis sind entscheidend für den Ausgang dramatischer Situationen wie zum Beispiel einer Verfolgungsjagd mit dem Auto oder einer Schießerei.
Die – von den Spielmachern so genannte – „goldene Regel“ besagt jedoch, dass Regeln gezielt missachtet werden sollten, falls diese dem Erzählen einer guten Geschichte hinderlich sind. Die hebt erneut hervor, dass die Geschichte, die erzählt wird, wichtiger ist als die Regeln, die in den Büchern nachzulesen sind.

### Anthologien
- Inherit the Earth. White Wolf Publishing, 2001, ISBN 1-56504-839-3 (Hunter: The Reckoning)

### Romane
- Predator and Prey (Hunter: The Reckoning.)

1. Carl Bowen: Predator and Prey: Vampire. White Wolf Publishing, 2000, ISBN 1-56504-969-1
2. Gherbod Fleming: Predator and Prey: Judge. White Wolf Publishing, 2001, ISBN 1-56504-970-5
3. Gherbod Fleming: Predator and Prey: Werewolf. White Wolf Publishing, 2001, ISBN 1-56504-971-3
4. Gherbod Fleming: Predator and Prey: Jury. White Wolf Publishing, 2001, ISBN 1-56504-972-1
5. Carl Bowen: Predator & Prey: Mage. White Wolf Publishing, 2002, ISBN 1-56504-973-X
6. Gherbod Fleming: Predator and Prey: Executioner. White Wolf Publishing, 2002, ISBN 1-56504-974-8

### Spielregeln
Hier sind nur die Bücher aufgeführt, zu denen es eine deutsche Übersetzung gibt.
| White Wolf                    | White Wolf                | White Wolf | White Wolf         | Feder & Schwert                                 | Feder & Schwert                | Feder & Schwert | Feder & Schwert    |
| Titel                         | White Wolf Produkt Nummer | Jahr       | ISBN               | Titel                                           | Feder&Schwer Produktionsnummer | Jahr            | ISBN               |
| ----------------------------- | ------------------------- | ---------- | ------------------ | ----------------------------------------------- | ------------------------------ | --------------- | ------------------ |
| Hunter Book: Avenger          | WW8103                    | 2000       | ISBN 1-56504-739-7 | Rächer                                          |                                | 2002            | ISBN 3-93528-213-3 |
| Hunter Players Guide          | WW8120                    | 2001       | ISBN 1-58846-700-7 | Jäger – Die Vergeltung: Spielerhandbuch         |                                | 2003            | ISBN 3-93528-261-3 |
| Hunter Storytellers Companion | WW8101                    | 1999       | ISBN 1-56504-736-2 | Jäger – Die Vergeltung: Kompendium für Erzähler |                                | 2001            | ISBN 3-93161-295-3 |
| Hunter: Apocrypha             | WW8108                    | 2000       | ISBN 1-56504-744-3 | Die Jäger-Apokryphen                            |                                | 2002            | ISBN 3-93528-244-3 |
| Hunter: The Reckoning         | WW8100                    | 1999       | ISBN 1-56504-735-4 | Jäger – Die Vergeltung                          |                                | 2000            | ISBN 3-93161-283-X |
| Hunters Survival Guide        | WW8102                    | 1999       | ISBN 1-56504-737-0 | Jäger – Die Vergeltung: Überlebenshandbuch      |                                | 2001            | ISBN 3-93161-247-3 |